# Râul Ahtuba
Ahtuba (în rusă Ахтуба) este un afluent al celui mai mare fluviu european, Volga. Cu ajutorul său și a altor 21 de afluenți (Samara, Kama, Kazanka, Sviiaga, Vetluga, Sura, Kerjenat, Oka, Uzda, Unja, Kostroma, Kotorosl, Șehsna, Moldova, Kașinka, Neil, Medvedița, Kimrî, Dubna, Șosa și Tverța) ajută la formarea fluviului Volga, declarat ca fiind cel mai mare fluviu ca suprafață din Europa.